# Diving In
Diving In é um filme estadunidense lançado em 1990 dirigido por Strathford Hamilton.

## Sinopse
Conta a história de um jovem na tentativa de vencer seu medo da plataforma alta para entrar na equipe de saltos ornamentais, e os problemas na escola e com a família. Para isso, conta com a ajuda de uma treinadora, com quem se vê na tênue linha entre pessoal e profissional.

## Elenco principal
- Burt Young ... Mack
- Kristy Swanson ... Terry Hopkins
- Strathford Hamilton
- Matt Adler ... Wayne Hopkins
- Yolanda Jilot ... Amanda Lanski
- Matt Lattanzi ... Jerome Colter